# 本棚食堂
『本棚食堂』（ほんだなしょくどう）は、NHK BSプレミアムで2014年8月に放送されたテレビドラマ。2015年7月と10月には第2シリーズが放送された。
主人公は男性少女漫画家2人で、締切に追われると書庫に駆け込んで現実逃避をし、小説・漫画・エッセイなどに登場する料理を再現する。

## キャスト

### 主要人物
真田 錦（さなだ にしき）
演 - 中村蒼
人気少女漫画家・姫川ロザンナの1人、男性キャラクターの作画を担当。江戸川区出身。『美味しんぼ』のレシピを丸暗記するほど愛読しており、本当はグルメ漫画を描きたかった。
山田 二郎（やまだ じろう）
演 - 柄本時生
姫川ロザンナの1人、女性キャラクターの作画を担当。妄想好き。群馬県下仁田町出身。小学4年生の時に出場した料理コンテストで、『クッキングパパ』のレシピで優勝して以来、2次元グルメに魅了される。
梅ちゃん（うめちゃん）
演 - 山下リオ
アシスタント。福岡県博多出身。
桜田 美希（さくらだ みき）
演 - 遊井亮子
姫川ロザンナの担当編集者。錦と二郎を少女漫画家に育て上げた厳しい編集者で、2人からは「鬼」と呼ばれる。
杉田 賢治（すぎた けんじ）
演 - マキタスポーツ
隣人。恋人のスミレと共に、錦と二郎が作る料理の相伴にあずかる。
倉田 スミレ（くらた すみれ）
演 - 逢沢りな
杉田と同棲する恋人。料理が下手。食品科学専攻の大学院生。

### ゲスト出演者
第1シリーズ
- リポーター（みかポン） - 宮沢セイラ
- 電気屋 - 関本昇平

第2シリーズ
- 菊田耕平（第2話） - 稲葉友
- 山下だんごむし（第2話） - 山上賢治
- 警察官（第3話） - 田中聡元
- リポーター（第3話） - 橘美緒
- 美女（第3話）  - 黒田瑞貴
- 真田彩（第4話）  - 寺島咲
- 真田華（第4話）  - 恒吉梨絵
- 真田麗（第4話） - 佐藤めぐみ
- 嶋根明日香（第5話） - 秋月成美
- 女子高生（第5話） - 北村優衣
- ラジオDJ（第7話） - 森田成一

## スタッフ
- 演出 - 宝来忠昭、井川尊史
- 脚本 - 田口佳宏、金子洋介、本田隆朗
- 音楽 - 新澤健一郎
- 語り - 中尾良平（第1シリーズ）、織田優成（第2シリーズ）
- 料理指導 - 加賀谷恭子（第1シリーズ）、吉沼弓美子（第2シリーズ）

## 放送日程

### 第1シリーズ
| 放送日        | サブタイトル | 料理名                             | 登場する作品                          | 脚本     | 演出     |
| ------------- | ------------ | ---------------------------------- | ------------------------------------- | -------- | -------- |
| 2014年8月18日 | ニンニク編   | エビとマッシュルームのにんにく炒め | 江國香織 『号泣する準備はできていた』 | 田口佳宏 | 宝来忠昭 |
| 2014年8月18日 | ニンニク編   | 星島スペシャル                     | 大藪春彦 『謀略の滑走路』             | 田口佳宏 | 宝来忠昭 |
| 2014年8月18日 | ニンニク編   | マイクルのキャベツ                 | 伊丹十三 『女たちよ!』                | 田口佳宏 | 宝来忠昭 |
| 2014年8月18日 | ニンニク編   | 舞茸とパプリカのにんにくチャーハン | 小林ユミヲ 『にがくてあまい』         | 田口佳宏 | 宝来忠昭 |
| 8月26日       | 魚料理編     | 鯵のたたき定食                     | 川上弘美 『真鶴』                     | 田口佳宏 | 宝来忠昭 |
| 8月26日       | 魚料理編     | カキとベーコンの串焼き             | 小泉武夫 『食あれば楽あり』           | 田口佳宏 | 宝来忠昭 |
| 8月26日       | 魚料理編     | 鯛のハーブ風味まるごと焼き         | 角田光代 『予定日はジミー・ペイジ』   | 田口佳宏 | 宝来忠昭 |
| 8月26日       | 魚料理編     | 漁師風スパゲッティペスカトーラ     | せきやてつじ 『バンビ〜ノ!』          | 田口佳宏 | 宝来忠昭 |

### 第2シリーズ
| 回    | 放送日         | サブタイトル       | 料理名                         | 登場する作品                                    | 脚本     | 演出     |
| ----- | -------------- | ------------------ | ------------------------------ | ----------------------------------------------- | -------- | -------- |
| 第1話 | 2015年07月07日 | ホラー飯編         | 西瓜チャーハン                 | 西ゆうじ・ひきの真二 『華中華』7巻              | 金子洋介 | 宝来忠昭 |
| 第1話 | 2015年07月07日 | ホラー飯編         | ボンベロのハンバーガー         | 平山夢明 『ダイナー』                           | 金子洋介 | 宝来忠昭 |
| 第1話 | 2015年07月07日 | ホラー飯編         | ニラ豚                         | 阿川佐和子 『魔女のスープ -残るは食欲-』        | 金子洋介 | 宝来忠昭 |
| 第2話 | 07月14日       | パスタ編           | ひじきのパスタ                 | ヒキタクニオ 『俺、リフレ』                     | 田口佳宏 | 井川尊史 |
| 第2話 | 07月14日       | パスタ編           | 海のパスタ                     | 村上龍 『村上龍料理小説集』                     | 田口佳宏 | 井川尊史 |
| 第2話 | 07月14日       | パスタ編           | ナポリタンスパゲッティー       | 重松清 『ファミレス』                           | 田口佳宏 | 井川尊史 |
| 第2話 | 07月14日       | パスタ編           | バタートースト                 | 阿刀田高 『街のアラベスク』                     | 田口佳宏 | 井川尊史 |
| 第3話 | 07月21日       | 男飯編             | すきやき丼                     | 土山しげる 『極道めし』5巻                      | 金子洋介 | 宝来忠昭 |
| 第3話 | 07月21日       | 男飯編             | ステーキカレー                 | 北方謙三 『夜を待ちながら』                     | 金子洋介 | 宝来忠昭 |
| 第3話 | 07月21日       | 男飯編             | 豚の臓物煮込み                 | 村松友視 『時代屋の女房』                       | 金子洋介 | 宝来忠昭 |
| 第4話 | 07月28日       | 憧れのグルメ漫画編 | しめサバのサンドイッチ         | 雁屋哲・花咲アキラ 『美味しんぼ』47巻           | 本田隆朗 | 宝来忠昭 |
| 第4話 | 07月28日       | 憧れのグルメ漫画編 | 横浜ド開港ロードカレー         | 渡辺保裕 『ドカコック』                         | 本田隆朗 | 宝来忠昭 |
| 第4話 | 07月28日       | 憧れのグルメ漫画編 | カキのすり流しとろろ汁         | きくち正太 『おせん 真っ当を受け継ぎ繋ぐ。』4巻 | 本田隆朗 | 宝来忠昭 |
| 第5話 | 10月06日       | 謎解き飯編         | ホットドッグ                   | 藤原伊織 『テロリストのパラソル』               | 金子洋介 | 宝来忠昭 |
| 第5話 | 10月06日       | 謎解き飯編         | ジャガイモのソテー             | 高村薫 『レディー・ジョーカー』(下)             | 金子洋介 | 宝来忠昭 |
| 第5話 | 10月06日       | 謎解き飯編         | 屋台の焼きそば                 | 加藤唯史 『グルメ探偵りょうじ』1巻              | 金子洋介 | 宝来忠昭 |
| 第6話 | 10月13日       | 女子ごはん編       | クラブサンド                   | 井上尚登 『暖房ガール!』                        | 田口佳宏 | 宝来忠昭 |
| 第6話 | 10月13日       | 女子ごはん編       | 中華風ステーキ                 | 石田衣良 『チッチと子』                         | 田口佳宏 | 宝来忠昭 |
| 第6話 | 10月13日       | 女子ごはん編       | 豆腐明太子バター丼             | 久住昌之・水沢悦子 『花のズボラ飯』2巻          | 田口佳宏 | 宝来忠昭 |
| 第6話 | 10月13日       | 女子ごはん編       | 鍋プリン                       | 鳥野しの 『オハナホロホロ』                     | 田口佳宏 | 宝来忠昭 |
| 第7話 | 10月20日       | 夜食編             | アスパラガスとスナップエンドウ | 道尾秀介『鏡の花』                              | 田口佳宏 | 井川尊史 |
| 第7話 | 10月20日       | 夜食編             | 豚しゃぶぶっかけうどん         | 香月日輪『妖怪アパートの幽雅な日常』            | 田口佳宏 | 井川尊史 |
| 第7話 | 10月20日       | 夜食編             | 満月ケチャップライス           | 朱川湊人『満月ケチャップライス』                | 田口佳宏 | 井川尊史 |
| 第8話 | 10月27日       | ネギ編             | 貝焼き味噌                     | 荻原浩『サニーサイドエッグ』                    | 田口佳宏 | 井川尊史 |
| 第8話 | 10月27日       | ネギ編             | 合鴨の焼き物と長ネギ           | 北森鴻『螢坂』                                  | 田口佳宏 | 井川尊史 |
| 第8話 | 10月27日       | ネギ編             | 汁だくいため                   | 笠原将弘『だから僕は、料理をつくる。』          | 田口佳宏 | 井川尊史 |